# Морелла (оповідання)
«Морелла» (англ. Morella) — оповідання американського письменника XIX століття Едгара Алана По 1835 року.

## Сюжет
Неназваний оповідач одружується з Мореллою, жінкою з великими науковими знаннями, яка копається в дослідженнях німецьких філософів Фіхте і Шеллінга. Морелла проводить свій час за читанням в ліжку і вчить свого чоловіка. Усвідомлюючи її фізичне нівечення, чоловікові, оповідачу, стає страшно і він бажає смерті дружини та вічного миру. Його бажання здійснюється, але в момент смерті Морелла народжує дочку.
Оповідач-вдівець тримає дочку під замком, нікому її не показує, навіть не дає їй ім'я. Дочка підростає і батько в страху розуміє, що вона — точна копія матері. Однак дочку він любить так само сильно, як ненавидів її матір. До десяти років схожість дівчинки з померлою Мореллою стає нестерпною. Батько вирішує хрестити її, щоб вигнати з неї зло.
Під час церемонії священик запитує оповідача, яким ім'ям він хоче наректи свою дочку, і з його губ, проти його волі, злітає ім'я «Морелла». Відразу ж, дочка кричить, «Я тут!» і вмирає. Батько відносить тіло дочки в сімейний склеп і не знаходить там тіла її матері.

## Аналіз
Рішення оповідача назвати свою дочку Морелла вказує на його підсвідоме бажання її смерті.
Переродження Морелли викликає підозри, що вона вампір, що відтворила себе, щоб помститися оповідачеві.
Едгар По досліджує ідею, що відбувається після смерті, чи може особистість продовжувати існувати поза організмом людини і повертатися до інших особистостей.
Він був натхненний теорією Шеллінга про особистість, згадка про якого є в романі.

## Публікація
Вперше Морелла була опублікована в квітні 1835 в «Southern Literary Messenger». Виправлена редакція перевидана в листопаді 1839 в «Burton's Gentleman's Magazine». Перша публікація містила в собі вірш «Гімн» (Hymn) з 16 рядків, цей гімн за сюжетом співала Морелла. З останнього прижиттєвого видання оповідання (The Broadway Journal, 21 червня 1845) гімн був виключений автором і з тих пір публікувався окремо під назвою «Католицький гімн» (A Catholic Hymn).

## Екранізації
Оповідання екранізував 1962 року Роджер Корман. «Морелла» — перший з трьох епізодів у картині «Історії жаху». У ролях Вінсент Прайс, Петер Лорре і Безіл Ретбоун. Інші два епізоди поставлені за оповіданнями «Чорний кіт» і «Правда про історію з містером Вальдемаром».